# Georg Argast
Georg Argast (ur. 2 września 1899) – szwajcarski zapaśnik walczący w stylu klasycznym. Olimpijczyk z Berlina 1936, gdzie zajął jedenaste miejsce w wadze półciężkiej.

## Letnie Igrzyska Olimpijskie 1936
| Konkurencja          | Rundy eliminacyjne  | Rundy eliminacyjne          | Klas. końcowa |
| Konkurencja          | Przeciwnik I        | Przeciwnik II               | Miejsce       |
| -------------------- | ------------------- | --------------------------- | ------------- |
| 87 kg styl klasyczny | Franz Foidl (AUT) P | Werner Seelenbinder (GER) P | 11.           |